# Жировой-Засекин, Василий Фёдорович
Князь Василий Фёдорович Жировой-Засекин (Жировой-Головин) — голова и воевода Русского царства во времена правления Ивана IV Васильевича Грозного и Фёдора Ивановича.
Из княжеского рода Жировые-Засекины. Старший сын князя Фёдора Дмитриевича Жирового-Засекина по прозванию "Голова". Имел младшего брата, князя Андрея Фёдоровича.

## Биография
В 1577 году воевода в Рязани. В 1578 году полковой воевода в Данкове.
В 1581 году состоял сперва осадным воеводою, а потом первый воевода в Карачеве, затем ему велено было быть в Новосили на место князя Семена Коркодинова, убитого татарами. В 1583 году воевода в Рязани, а по сходу с украиными и береговыми воеводами велено быть воеводой Большого полка с бояриным и князем Трубецким.
В 1584 году Засекин находился в городе Ряжске, откуда предполагалось, по нагайским вестям, послать осенью к Казани. В декабре того же года большой полк должен был по росписи находиться в Рязани; воеводами в нем были: боярин князь Дмитрий Иванович Хворостинин и князь Засекин. Вследствие болезни князя Хворостинина князь Засекин был направлен в Переяславль «покаместа князь Дмитрей обможетца».
Такое повышение князь Меркул Александрович Щербатой, бывший в то время в сторожевом полку у Николы Зарайскаго, счел порухой для своей чести, начал местничество и отправил царю челобитную, что ему «не мочно быть менши князя Засекина». Царь уведомил об этом грамотой князя Засекина и по миновании службы обещал князю Щербатому «дать счет».
В октябре 1585 года воевода в Рязани, а в ноябре по нагайским вестям указано быть ему вторым воеводой Большого полка в Рязани. В 1590 году голова в Государевом полку в походе под Руговид, откуда послан вторым воеводой на встречу обозу идущему из Пскова снаряда (пушек с боеприпасами).